# Diana Gangaram Panday
Diana Gangaram Panday, voluit Tulaweti Devi Gangaram Panday, (Paramaribo, 15 juli 1948 – aldaar, 16 februari 2016) was een Surinaams filmactrice, zangeres en autobiograaf die bekend is door haar hoofdrol als Rubia in de film Wan Pipel van de Surinaams-Nederlandse filmregisseur Pim de la Parra uit 1976.
Wan Pipel was de eerste grote Surinaamse speelfilm, waarin de Creoolse student Roy Ferrol (Borger Breeveld) verliefd wordt op de Hindoestaanse verpleegster Rubia Soekdew. Gemengde relaties zoals die van Roy en Ruba waren erg controversieel. Diana Gangaram Panday was er trots op dat deze film de weg heeft vrijgemaakt voor gemengde koppels. De film was in Suriname een groot succes en wordt elk jaar op Onafhankelijkheidsdag door diverse televisiestations vertoond.
Het succes van de film had grote gevolgen voor haar leven. In Suriname werd ze overal herkend en daarbij vaak op een niet even aangename wijze aangezien voor de Rubia uit de film. Ook haar eigen familie was ongelukkig met haar filmrol. Ze vertrok daarom naar Nederland en hoopte daar als filmactrice aan de slag te kunnen. Rubia zou echter haar enige rol blijven.
In 1981 nam ze een singletje op met twee nummers: Eenzaam meisje en Teng kong drai (de tijd draait).
Ze schreef een boek met haar jeugdherinneringen, getiteld De vrouw met vele namen. Het boek is in 2006 verschenen en in eigen beheer uitgegeven.
Haar gezondheid ging achteruit en in 2015 keerde ze terug naar Suriname. Ze overleed op 16 februari 2016 in het Academisch ziekenhuis in Paramaribo.